# Iavdotivka, Șîroke
Iavdotivka (în ucraineană Явдотівка) este un sat în comuna Cervone din raionul Șîroke, regiunea Dnipropetrovsk, Ucraina.

## Demografie
Componența lingvistică a localității Iavdotivka
     Ucraineană (93,98%)
     Rusă (5,42%)
     Alte limbi (0,6%)
Conform recensământului din 2001, majoritatea populației localității Iavdotivka era vorbitoare de ucraineană (93,98%), existând în minoritate și vorbitori de rusă (5,42%).